# Зеленцовское сельское поселение
Зеленцовское сельское поселение — сельское поселение в составе Никольского района Вологодской области.
Центр — деревня Зеленцово.

## История
В 1999 году был утверждён список населённых пунктов Вологодской области. Согласно этому списку существовали сельсоветы:
- Зеленцовский (ОКАТО 19 234 824) — 12 населённых пунктов, центр — деревня Зеленцово,
- Милофановский (ОКАТО 19 234 840) — 14 населённых пунктов, центр — деревня Милофаново[3].

В 2000 году была упразднена деревня Косая Зеленцовского сельсовета.
1 января 2006 года в соответствии с Федеральным законом № 131 «Об общих принципах организации местного самоуправления в Российской Федерации» образованы Зеленцовское и Милофановское сельские поселения, в состав которых вошли одноимённые сельсоветы.
1 апреля 2013 года Зеленцовское и Милофановское сельские поселения были объединены в Зеленцовское сельское поселение.

## География
Расположено на севере района. Граничит:
- на юге с Вахневским сельским поселением,
- на востоке с Аргуновским сельским поселением,
- на северо-востоке и севере с Городецким сельским поселением Кичменгско-Городецкого района,
- на западе с Логдузским и Подболотным сельскими поселениями Бабушкинского района.

## Население
По данным переписи 2010 года население Зеленцовского сельского поселения составляло 742 человека, Милофановского — 524 человека, оценка на 1 января 2012 года — 721 человек и 510 человек соответственно.

## Населённые пункты
В состав сельского поселения входят 24 сельских населённых пункта — 23 деревни и 1 посёлок.
| Населённый пункт   | ОКАТО          | Рег. номер | Расстояние до районного центра, км | Расстояние до центра поселения, км | Индекс | Координаты                      |
| ------------------ | -------------- | ---------- | ---------------------------------- | ---------------------------------- | ------ | ------------------------------- |
| деревня Березово   | 19 234 824 002 | 4952       | 63                                 | 3                                  | 161468 | 59°53′36″ с. ш. 44°59′04″ в. д. |
| деревня Виноград   | 19 234 840 002 | 5006       | 82                                 |                                    | 161469 | 59°59′13″ с. ш. 44°58′25″ в. д. |
| деревня Высокая    | 19 234 824 003 | 4953       | 70                                 | 10                                 | 161468 | 59°52′08″ с. ш. 44°48′03″ в. д. |
| деревня Герасимово | 19 234 840 003 | 5007       | 77                                 |                                    | 161469 | 59°56′27″ с. ш. 44°47′44″ в. д. |
| деревня Зеленцово  | 19 234 824 001 | 4951       | 60                                 | —                                  | 161468 | 59°52′31″ с. ш. 44°58′25″ в. д. |
| деревня Каменка    | 19 234 840 004 | 5008       | 69                                 |                                    | 161466 | 59°55′25″ с. ш. 44°53′47″ в. д. |
| деревня Качуг      | 19 234 840 005 | 5009       | 82                                 |                                    | 161469 | 59°59′56″ с. ш. 44°52′53″ в. д. |
| деревня Красавино  | 19 234 824 005 | 4955       | 70                                 | 10                                 | 161468 | 59°51′01″ с. ш. 44°48′34″ в. д. |
| деревня Красавино  | 19 234 840 006 | 5010       | 73                                 |                                    | 161469 | 59°57′04″ с. ш. 44°50′37″ в. д. |
| деревня Лисицыно   | 19 234 840 007 | 5011       | 74                                 |                                    | 161469 | 59°57′22″ с. ш. 44°49′58″ в. д. |
| деревня Люльково   | 19 234 824 006 | 4956       | 62                                 | 2                                  | 161468 | 59°53′01″ с. ш. 44°57′03″ в. д. |
| деревня Малиновка  | 19 234 824 007 | 4957       | 70                                 | 10                                 | 161468 | 59°53′02″ с. ш. 44°49′12″ в. д. |
| деревня Милофаново | 19 234 840 001 | 5005       | 65                                 |                                    | 161469 | 59°53′59″ с. ш. 44°55′19″ в. д. |
| деревня Перебор    | 19 234 840 008 | 5012       | 67                                 |                                    | 161469 | 59°54′51″ с. ш. 44°55′45″ в. д. |
| деревня Рокуново   | 19 234 824 008 | 4958       | 65                                 | 5                                  | 161468 | 59°50′50″ с. ш. 44°53′56″ в. д. |
| деревня Сенино     | 19 234 840 009 | 5013       | 67                                 |                                    | 161469 | 59°54′44″ с. ш. 44°55′11″ в. д. |
| деревня Синицыно   | 19 234 824 009 | 4959       | 68                                 | 8                                  | 161468 | 59°52′00″ с. ш. 44°49′33″ в. д. |
| деревня Скочково   | 19 234 840 010 | 5014       | 65                                 |                                    | 161469 | 59°53′41″ с. ш. 44°55′56″ в. д. |
| деревня Слуда      | 19 234 824 010 | 4960       | 59                                 | 1                                  | 161468 | 59°52′55″ с. ш. 44°58′32″ в. д. |
| деревня Сырково    | 19 234 824 011 | 4961       | 57                                 | 3                                  | 161468 | 59°52′06″ с. ш. 45°01′11″ в. д. |
| деревня Урицкое    | 19 234 840 011 | 5015       | 70                                 |                                    | 161469 | 59°55′37″ с. ш. 44°53′03″ в. д. |
| деревня Чернушка   | 19 234 824 012 | 4962       | 70                                 | 10                                 | 161468 | 59°57′21″ с. ш. 45°01′55″ в. д. |
| посёлок Шарженга   | 19 234 840 012 | 5016       | 73                                 |                                    | 161469 | 59°56′34″ с. ш. 44°54′10″ в. д. |
| деревня Широкая    | 19 234 840 014 | 5018       | 71                                 |                                    | 161469 | 59°56′15″ с. ш. 44°52′47″ в. д. |

### Упразднённые  населённые пункты
| Населённый пункт   | ОКАТО          | Рег. номер | Расстояние до районного центра, км | Расстояние до центра поселения, км | Сельсовет     | Дата упразднения |
| ------------------ | -------------- | ---------- | ---------------------------------- | ---------------------------------- | ------------- | ---------------- |
| деревня Косая      | 19 234 824 004 | 4954       | 70                                 | 10                                 | Зеленцовский  | февраль 2000     |
| деревня Шилово     | 19 234 840 013 | 5017       | 65                                 |                                    | Милофановский | апрель 2022      |
| деревня Гоглево    |                |            |                                    |                                    | Милофановский |                  |
| деревня Кондратово |                |            |                                    |                                    | Зеленцовский  |                  |
| деревня Романово   |                |            |                                    |                                    | Зеленцовский  |                  |